# Svjetionik Rt Struga
Svjetionik Rt Struga je svjetionik na vrhu strmih hridina na južnoj obali otoka Lastovo gdje istoimeni rt zatvara ulaz u Skrivenu Luku.
Zajedno sa svjetionicima Glavat i Sušac služi za sigurnost plovidbe u Lastovskom kanalu, a vidljiv je do Palagruže.
Zgrada svjetionika je prizemnica pravokutnog tlocrta, s četveroslivnim krovom iznad kojeg se uzdiže kula kružnog tlocrta s lanternom. Popločani prostor pred ulazom je cisterna, a izvan ograđenog prostora su pomoćne zgrade. Okrugla kamena kula svjetionika Struga visoka 17 m podignuta je 1818. godine. Pripada među najstarije svjetionike na hrvatskoj obali Jadrana.

## Zaštita
Pod oznakom RST-1427-1996. zavedena je kao nepokretno kulturno dobro – pojedinačno, pravna statusa zaštićena kulturnog dobra, klasificirano kao "profana graditeljska baština".